# エスタディオ・ムニシパル・エル・モリノン
エスタディオ・ムニシパル・エル・モリノン＝エンリケ・カストロ・"キニ"（Estadio Municipal El Molinón-Enrique Castro "Quini"）は、スペイン・アストゥリアス州ヒホンにあるサッカー専用スタジアム。1908年に開場し、スポルティング・デ・ヒホンがホームスタジアムとして使用している。

## 概要
アストゥリアス州ヒホンの東部に位置し、市内を流れるピレス川に面している。エル・モリノンをホームスタジアムとしているサッカーチームはスポルティング・デ・ヒホンであり、チームカラーは赤と白だが、スタジアムの全席を覆う屋根は青で装飾されている。3層構造の東スタンドを除いて、すべてのスタンドは2層構造となっている。
スタジアムの名称に含まれている「モリノン」は、スタジアム建設用地のかつてあった水車小屋が由来とされているが、なぜ水車小屋の名称を採用したのかは解明されていない。
エル・モリノンでは1908年竣工という長い歴史の中で、1920年のコパ・デル・レイ決勝や1982 FIFAワールドカップ、スペイン代表の国際Aマッチなど多くのビッグイベントを開催してきた。
2018年2月27日、ヒホン市議会は、スポルティング・ヒホンで約18年間プレーし、スペイン代表で35試合に出場したキニの訃報を受け、スタジアムの正式名称をエスタディオ・ムニシパル・エル・モリノン＝エンリケ・カストロ・キニ（Estadio Municipal El Molinón-Enrique Castro "Quini"）へと改名することを公表した。

## 開催された主な大会・試合
- 1982 FIFAワールドカップ

| 日付          | ホームチーム | 結果 | アウェーチーム | ラウンド  |
| ------------- | ------------ | ---- | -------------- | --------- |
| 1982年6月16日 | 西ドイツ     | 1-2  | アルジェリア   | グループ2 |
| 1982年6月20日 | 西ドイツ     | 4-1  | チリ           | グループ2 |
| 1982年6月25日 | 西ドイツ     | 1-0  | オーストリア   | グループ2 |
- 国際Aマッチ

| 日付           | ホームチーム | 結果 | アウェーチーム   | ラウンド                      |
| -------------- | ------------ | ---- | ---------------- | ----------------------------- |
| 1928年4月22日  | スペイン     | 1-1  | イタリア         | 親善試合                      |
| 1978年3月29日  | スペイン     | 2-2  | ノルウェー       | 親善試合                      |
| 1980年4月16日  | スペイン     | 2-2  | チェコスロバキア | 親善試合                      |
| 1986年9月24日  | スペイン     | 3-1  | ギリシャ         | 親善試合                      |
| 1990年9月12日  | スペイン     | 3-0  | ブラジル         | 親善試合                      |
| 1997年10月11日 | スペイン     | 3-1  | フェロー諸島     | 1998 FIFAワールドカップ・予選 |
| 2004年3月31日  | スペイン     | 2-0  | デンマーク       | 親善試合                      |
| 2005年8月17日  | スペイン     | 2-0  | ウルグアイ       | 親善試合                      |
| 2014年3月22日  | スペイン     | 1-1  | フィンランド     | 2014 FIFAワールドカップ・予選 |
| 2017年3月24日  | スペイン     | 4-1  | イスラエル       | 2018 FIFAワールドカップ・予選 |
| 2019年9月8日   | スペイン     | 4-0  | フェロー諸島     | UEFA EURO 2020予選            |

## ギャラリー

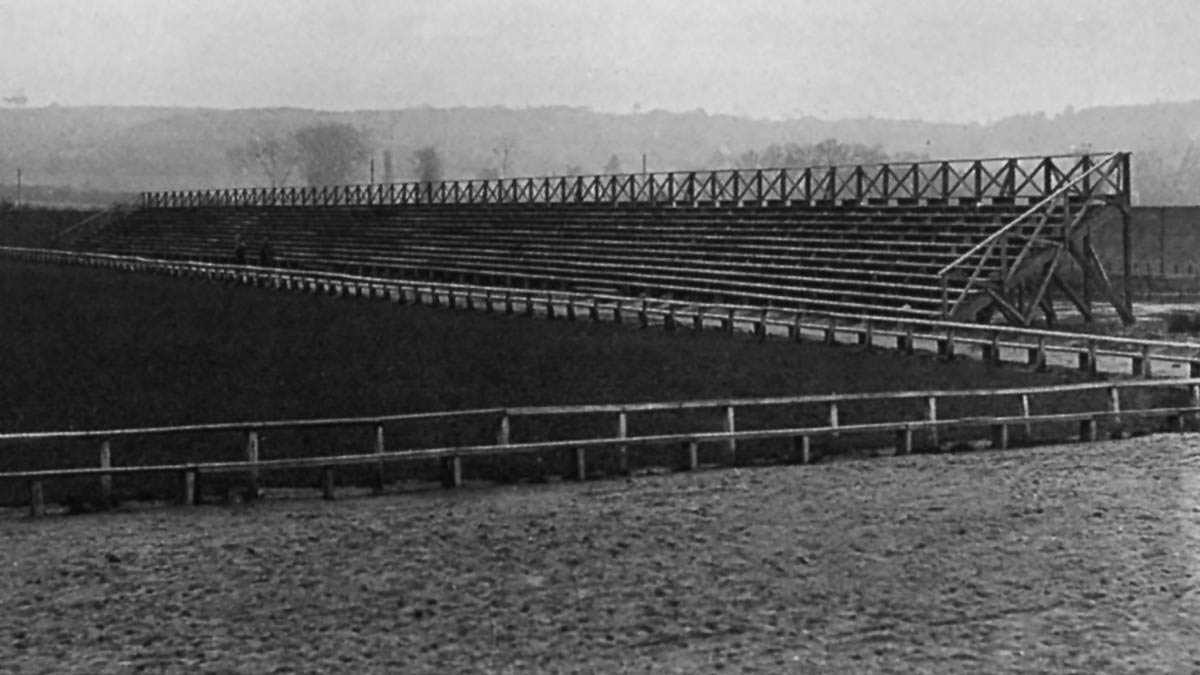
1920年のスタジアム
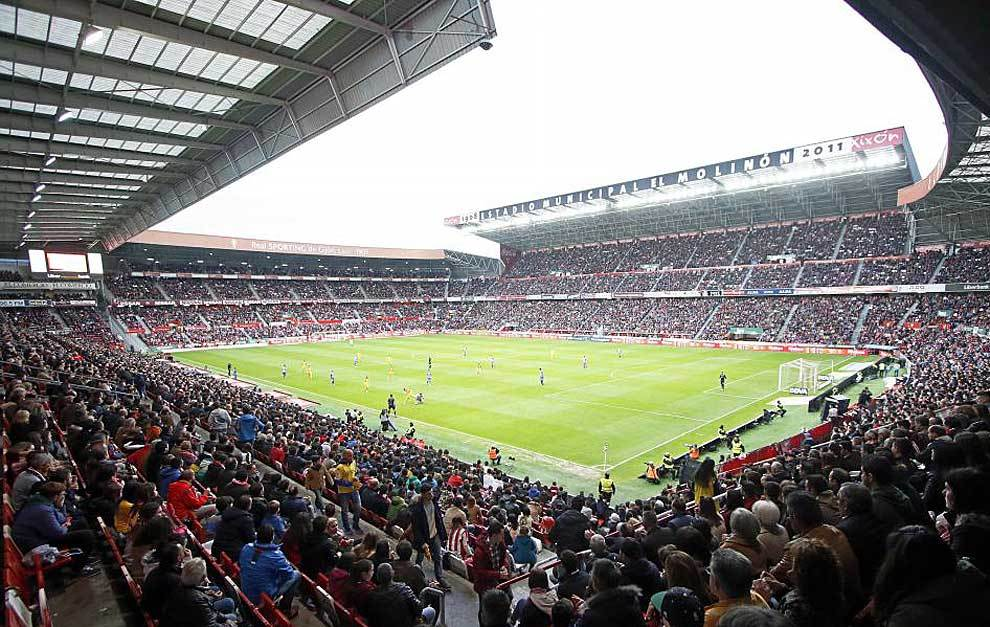
2018年の内観
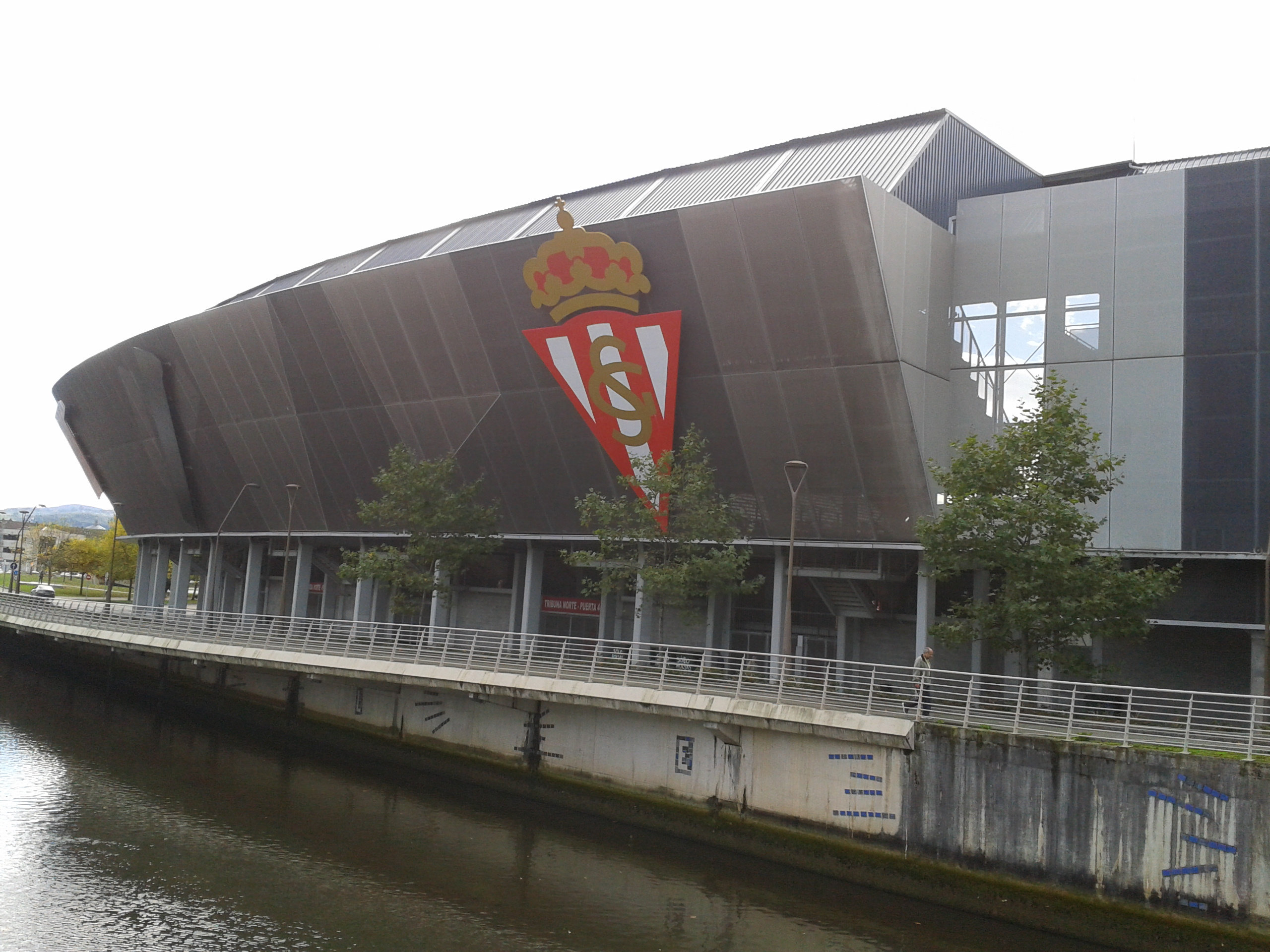
2013年の外観
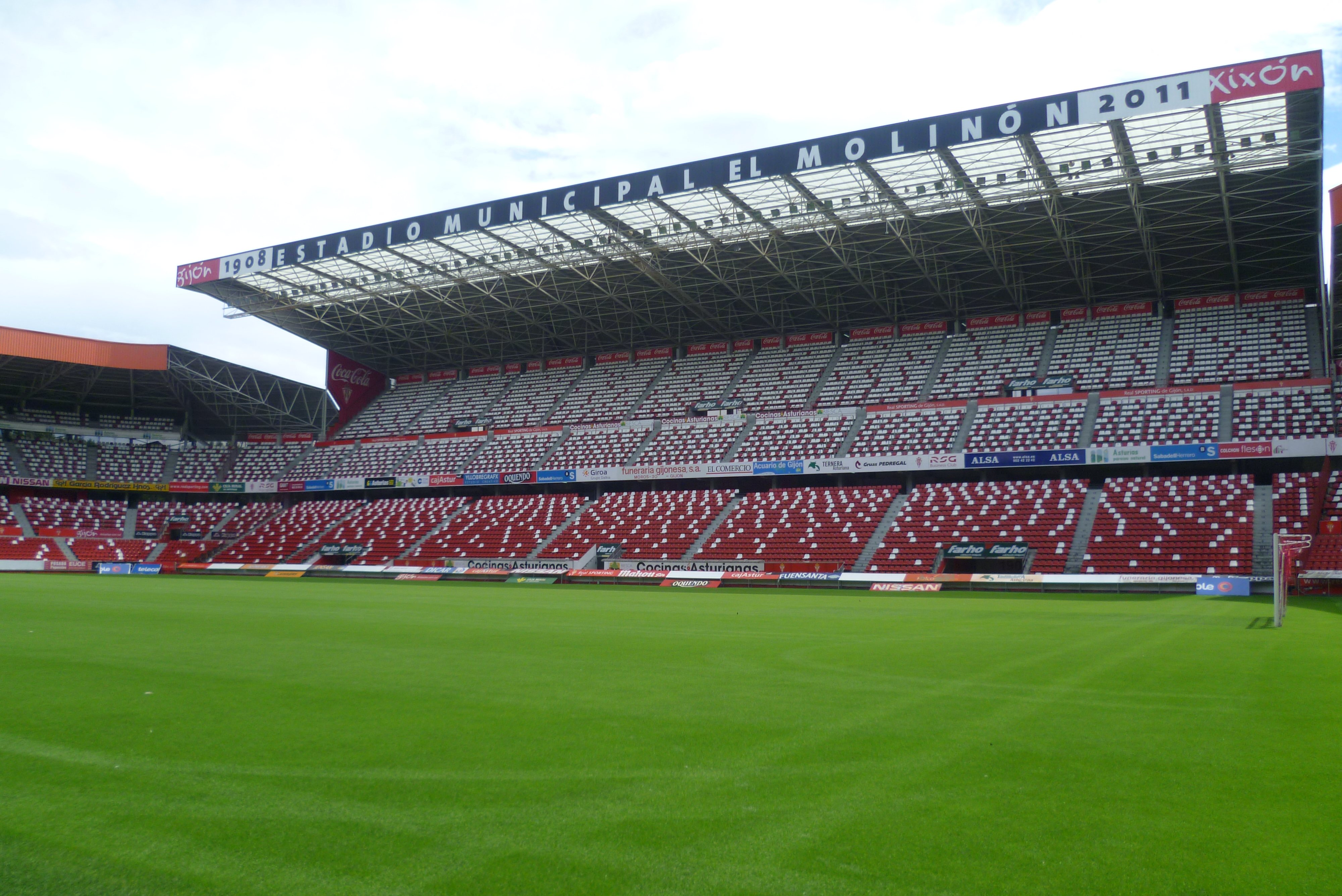
メインスタンド
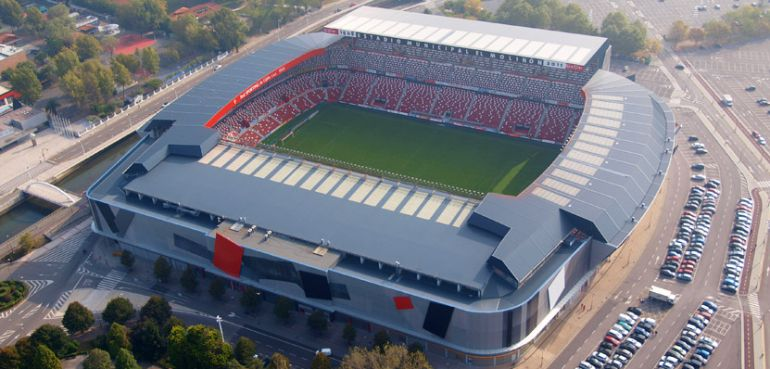
スタジアムの空撮